# Simulation (sport)

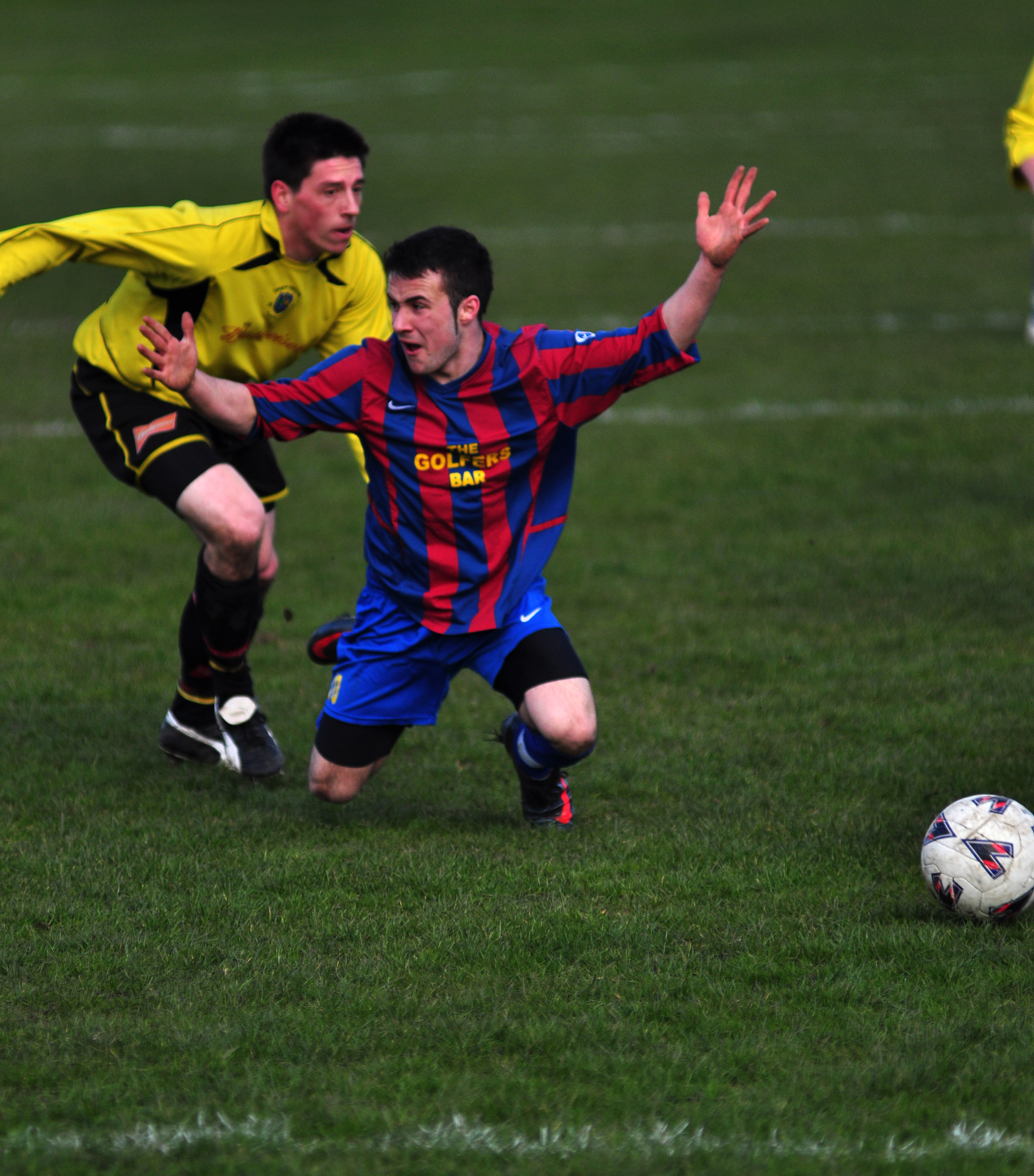
Les bras levés et le regard tourné vers l'arbitre indiquent une possible simulation.

En sport, la simulation désigne le fait, pour un joueur, de se jeter volontairement au sol afin de faire croire à l'arbitre qu'une faute a été commise. 
Souvent, les joueurs effectuent un plongeon, voire simulent une blessure afin d'emporter l'adhésion de l'arbitre. L'objectif du simulateur est d'obtenir un avantage de jeu (lancer franc, coup franc, penalty...) ou de faire en sorte que l'adversaire reçoive une pénalité (carton jaune ou rouge, faute). 
Au basket-ball, la simulation est généralement connue sous le terme de flop. Au football, la FIFA utilise officiellement le terme de simulation, bien que l'anglais dive (« plongeon ») soit également utilisé.
Une simulation est punissable par un arbitre (qui peut aller jusqu'à l’expulsion du simulateur).

## Principe
En 2009, une étude consacrée au football relève quatre caractéristiques principales de la simulation : 
- un écart de temps entre l'impact entre les joueurs et la simulation ;
- une incohérence sur le plan balistique (le joueur tombe plus loin que s'il avait été taclé) ;
- une incohérence quant à la nature du contact physique (le joueur se tient une partie du corps non touchée par l'adversaire : par exemple, se tenir la tête et se rouler par terre après un contact à la poitrine) ;
- une position de chute en forme d'arc : la tête en arrière, le torse bombé, les bras levés et les genoux pliés pour ne pas tomber trop violemment au sol. Cette position révèle un mécanisme de protection du corps par réflexe en cas de chute.

## Joueurs ayant une réputation de simulateur
- Ashley Young[3],[4],[5],[6],[7],[8]
- Arjen Robben[9],[4],[10]
- Neymar[11],[3],[10],[12]
- Jürgen Klinsmann[9],[4],[10]
- Gareth Bale[3],[4],[13]
- Nani[4]
- Cristiano Ronaldo[3],[4]
- Didier Drogba[9],[3],[4]
- Luis Suárez[4],[3]
- Sergio Busquets[14],[3]
- Steven Gerrard[4],[15]
- Dele Alli[16],[17]
- Pepe[18]
- Sergio Ramos[19],[20]
- Raheem Sterling[21],[22],[23]